# Qatargas
A Qatargas é uma companhia de extração e comercialização de gás natural, sediada na cidade de Doha, no Qatar.
Fundada em 1984, foi a pioneira na indústria de gás natural liquefeito (GNL) no Qatar.
Atualmente, é a maior produtora de gás natural liquefeito do mundo, exportando sua produção para países como Japão, Espanha, França, Canadá, México, Estados Unidos e China.